# Gut Neuenhuntorf
Das Gut Neuenhuntorf im niedersächsischen Berne-Neuenhuntorf, Neuenhuntorfer Straße 54, im Landkreis Wesermarsch ist ein Hofgut und stammt aus dem 17. Jahrhundert.
Aktuell (2023) wird es als Wohnhaus und auch als Feriendomizil genutzt.
Die Gebäude stehen unter Denkmalschutz (siehe auch Liste der Baudenkmale in Berne).

## Geschichte
Früher war hier der Mönchshof, ein Besitz des Benediktiner-Klosters Paulskloster vor Bremen, der nach der Reformation in das Eigentum der Grafschaft Oldenburg kam, die Vorwerke einrichteten.
Rudolf Moennich (auch Rolf, Roloff Monnich) (1608–1666) kaufte 1657 von Graf Anton von Oldenburg das Vorwerk Nord (Verwalter- und Gesindestuben, Küche, Milchkammer und vorne Pferde und Kuhstall) und das Vorwerk Süd (Backofen, Braukessel, beheiztes Gewächshaus). Umgeben waren die Anlage und der Park mit Springbrunnen durch einen Wassergraben (Graft) über dem wahrscheinlich früher eine Zugbrücke führte. An der Hunte gab es zudem einen Schiffsanleger.
Jenseits der heutigen Dorfstraße waren die Fischteiche und ein Obstbaumgarten. Bemerkenswert ist ein Rohrleitungssystem im Gutsgarten, mit dem Teiche, Gräben und Wasserbassins verbunden wurden. Ebbe und Flut sorgten über die Rohre für eine permanente Frischwasserversorgung aus der Hunte.
Sein Sohn Oberdeichgraf Anton Günther von Münnich (1650–1721) ließ das Herrenhaus bauen, das nur zum Wohnen diente. Auf dem Gut wuchsen u. a. die Söhne des Bauherren Burkhard Christoph von Münnich, russischer Graf, Generalfeldmarschall und Politiker sowie Deichgraf und Kanzleirat Johann Rudolf von Münnich auf. Die später gräfliche Familie von Münnich war bis 1871 Eigentümerin des Gutes. 1819 wurde das Südvorwerk abgerissen.
Die Architekten Gerd und Bärbel Logemann kauften 1982 die Anlage und restaurierten sie im früheren Zustand von 1767 bis um 1983/84. Hier fanden und finden in und um das Haus Führungen, Musik- und Vortragsveranstaltungen, Feste sowie Ausstellungen und von 2005 bis 2022 auch Trauungen statt.

## Beschreibung
Die Hofanlage auf dem 13.000 m² großen Parkgrundstück mit markantem sehr alten Baumbestand besteht aus
- dem zweigeschossigen massiven barocken Herrenhaus von um 1678 (Inschrift) als teils erhaltene Dreiflügelanlage in Backstein vom ehem. Schloss Ovelgönne im Klosterformat mit Gewölbekeller, Walmdach, Kantenlisenen, Sandsteinrahmung der Öffnungen, östlichem Mittelportal mit Rokokotür und Oberlicht, darüber Wappentafel sowie mit Deckenmalereien von 1688 in vier Räumen, im Paradezimmer mit Darstellungen aus Ovids Metamorphosen, u. a. im Erdgeschoss: Paradezimmer, Esszimmer, einige Schlaf- und Ankleidezimmer; Obergeschoss: Kaminsaal mit spätbarockem Kamin und Deckenmalerei, weiteren Zimmern; größerer Umbau von 1767[2]
- der eingeschossigen langgestreckten nördlich angebauten verklinkerten Gulfscheune wohl von um 1890 mit Satteldach, Kantenlisenen und Treppenfries auf Konsolen am Giebel,[3]
- dem Park Gut Neuenhuntorf,
- der Graft (Wassergraben als Abgrenzung)[4]
- sowie weiteren nicht denkmalgeschützten neueren Nebenanlagen.[5]

Das Landesdenkmalamt befand: „… geschichtliche Bedeutung für die Ortsgeschichte und durch die Familie von Münnich … als beispielhaftes barockes Herrenhaus …“